# Покровка (Абзелиловский район)
Покро́вка (баш. Покровка) — деревня в Абзелиловском районе Республики Башкортостан России, относится к Краснобашкирскому сельсовету.
С 2005 года имеет современный статус.

## История
Название происходит от названия церкви 
Статус деревни, сельского населённого пункта, посёлок получил согласно Закону Республики Башкортостан от 20 июля 2005 года № 211-з «О внесении изменений в административно-территориальное устройство Республики Башкортостан в связи с образованием, объединением, упразднением и изменением статуса населенных пунктов, переносом административных центров», ст.1:

6. Изменить статус следующих населенных пунктов, установив тип поселения - деревня:
1) в Абзелиловском районе:…
 

и) поселка Покровка Краснобашкирского сельсовета

## Население
| 1968 | 2002 | 2009 | 2010 |
| ---- | ---- | ---- | ---- |
| 323  | ↘226 | ↘222 | ↗226 |

Национальный состав
Согласно переписи 2002 года, преобладающие национальности:  башкиры (58 %), русские (29 %).

## Географическое положение
Расстояние до:
- районного центра (Аскарово): 55 км,
- центра сельсовета (Красная Башкирия): 30 км,
- ближайшей железнодорожной станции (Магнитогорск): 25 км.

## Достопримечательности
В 4 км озеро Южные Улянды.